# Elaphognathia monodi
Elaphognathia monodi là một loài chân đều trong họ Gnathiidae. Loài này được Gurjanova miêu tả khoa học năm 1936.